# Johannes Kretzschmar
Theodor Johannes Kretzschmar, född 7 november 1864 i Dresden, Kungariket Sachsen, Kejsardömet Tyskland, död 18 februari 1947 i Lübeck, Schleswig-Holstein, Tyskland, var en tysk historiker och arkivarie. 
Han var dotterson till Ludwig Richter.
Kretzschmar var först statsarkivarie i Lübeck, senare senatssyndikus och chef för statsarkivet. Han utgav bland annat Die Formularbücher aus der Canzlei Rudolfs von Habsburg (1889), Die Invasionsprojekte der katholischen Mächte gegen England zur Zeit Elisabeths (med handlingar ur Vatikanens arkiv, 1892) samt de viktiga bidragen till trettioåriga krigets historia Gustav Adolfs Pläne und Ziele in Deutschland und die Herzöge zu Braunschweig und Lüneburg (i "Quellen und Darstellungen zur Geschichte Niedersachsens", band XVII, 1904), Die Allianzverhandlungen Gustav Adolfs mit Kurbrandenburg im Mai und Juni 1631 (i "Forschungen zur Brandenburgischen und Preußischen Geschichte", XVII, samma år) och Der Heilbronner Bund 1632-1635 (tre band, 1922). Han blev 1909 korresponderande ledamot av Kungliga Samfundet för utgivande av handskrifter rörande Skandinaviens historia och 1932 hedersdoktor vid Uppsala universitet.